# Cà chua nghiền
Cà chua nghiền là một chất lỏng đặc được tạo ra bằng cách nấu chín và lọc cà chua. Sự khác biệt giữa bột cà chua, cà chua nghiền và tương cà chua là độ nhớt; cà chua nghiền có độ đặc và hương vị đậm hơn nước sốt.

## Khác biệt
Định nghĩa về cà chua nghiền khác nhau giữa các quốc gia. Ở Hoa Kỳ, cà chua nghiền là một thực phẩm đã qua chế biến, bao gồm cà chua, nhưng cũng có ở dạng gia vị. Nó khác với tương cà chua hoặc bột cà chua ở độ đặc và hàm lượng; cà chua nghiền nói chung thiếu các chất phụ gia phổ biến cho một loại sốt cà chua hoàn chỉnh và không có độ sệt của bột.
Độ đặc tiêu chuẩn của cà chua nghiền là hơn hoặc bằng 7% nhưng dưới 24% tổng chất rắn hòa tan tự nhiên.

## Passata di pomodoro
Passata di pomodoro là một loại cà chua chưa nấu chín, còn nguyên hạt và vỏ. Passata là động từ tiếng Ý passare, nghĩa là "đi qua".